# (82926) Jacquey
(82926) Jacquey (2001 QH110) – planetoida z pasa głównego asteroid okrążająca Słońce w ciągu 4,6 lat w średniej odległości 2,76 j.a. Odkryta 25 sierpnia 2001 roku.